# سوفی کلر

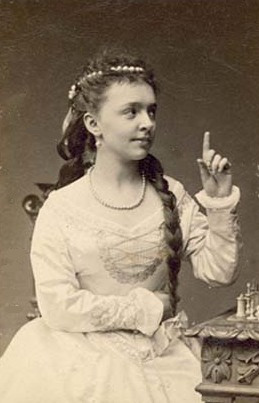
سوفی کلر

سوفی هلن هنریت کلر ، خواهر رونگ (۱۹۲۹–۱۸۵۰) سوپرانو، نوازنده و استاد آواز اپرای دانمارکی بود که از سال ۱۸۶۹ در تئاتر رویال دانمارک در کپنهاگ به اجرای برنامه پرداخت. او هم هنرستان ویژه زنان و هم انجمن کنسرت زنان را تأسیس کرد.

## زندگی‌نامه
سوفی رانگ در ۱۴ نوامبر ۱۸۵۰ در کپنهاگ متولد شد، دختر آهنگساز هنریک راگ (۷۱–۱۸۰۷) و خواننده اپرامعروف به Pauline Rung بود. وی که در یک خانواده موسیقی بزرگ شده بود، نواختن گیتار، پیانو و ارگ را آموخت. وقتی او ۱۳ ساله بود، پدرش که استاد آواز در تئاتر رویال بود، به او درس آواز می‌داد. او بعداً دخترش را به ایتالیا فرستاد و در آنجا توسط فرانچسکو لمپورتی در میلان و پیترو رومانی در فلورانس آموزش دید. در سال ۱۸۷۷، او با وکیل امیل چارلز توروالد کلر ازدواج کرد. پسر آنها پی اس کلر رانگ- (۱۸۷۹–۱۹۶۶) آهنگساز بود.
وی پس از حضور در کنسرت‌های پدرش در انجمن Cæcilia، در ۱۹ سالگی به عنوان آگاته در Der Freischütz کارل ماریا فون وبر در تئاتر سلطنتی دکلمه خود رااجراکرد. در حالی که از آواز او بسیار استقبال می‌شد، او به عنوان بازیگر مهارت کمتری داشت، اگرچه با کسب تجربه پیشرفت کرد. او همچنین تعدادی از سوپرانو قطعات در سنگ موتزارت را اپرا، مانند دونا آنا، دانا Elvia و Almaviva، و همچنین Leonora در trovatore ایل و بتهوون را فیدلیو وهمچنین در چندین اپرای واگنری اجرا کرد.
در سال ۱۸۸۸، او به همراه فانی گوتجه، Kjøbenhavns Sang- og Musikkonservatorium را برای Damer (هنرستان موسیقی و آهنگ کپنهاگ برای خانم‌ها) تأسیس کرد. با بازنشستگی از تئاتر سلطنتی در سال ۱۸۹۵، او Privat kvindelig Koncertforening (انجمن کنسرت زنان خصوصی) را تأسیس کرد که ۱۳۰ عضو برای ارکستر و گروه کر داشت. او همچنین به عنوان معلم دانش آموزانی از جمله الیزابت دونز، امیلی اولریش، آیدا مولر، فانی گوتجه و اینگبورگ اشتفنسن یاد می‌شود.
سوفی کلر در ۱ مه ۱۹۲۹ در کپنهاگ درگذشت. وی در قبرستان Assistens کپنهاگ به خاک سپرده شده‌است.